# Columna de agua (ecología)

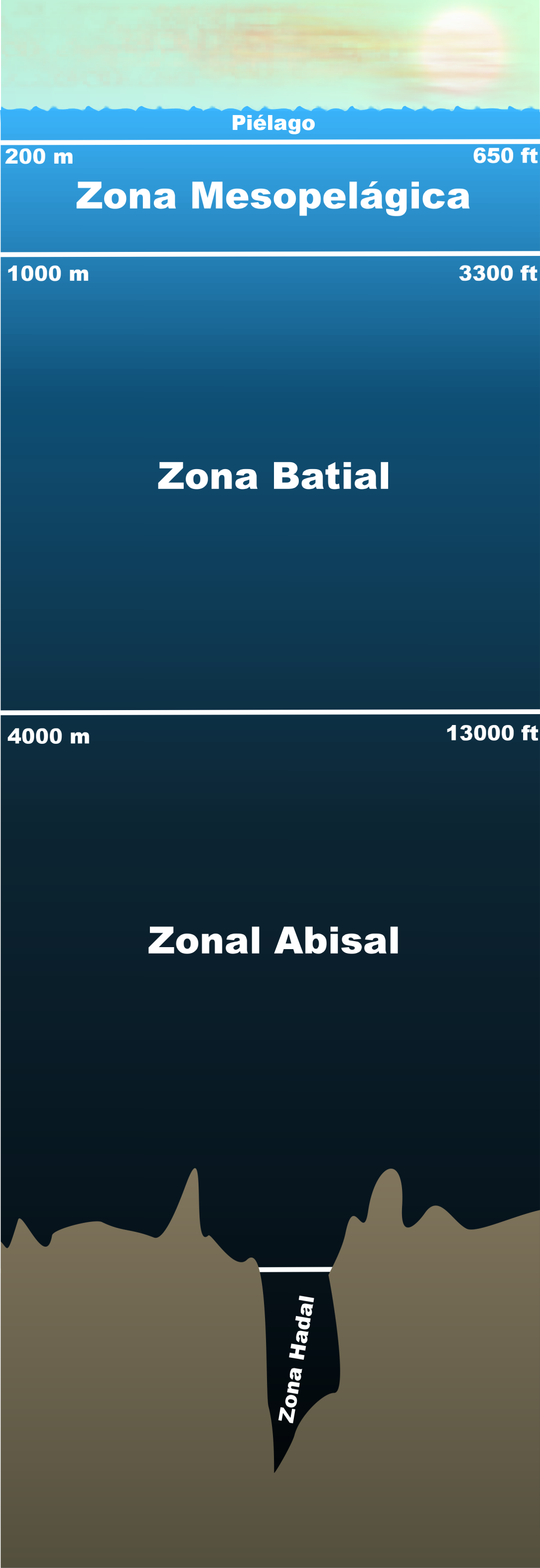
Columna de agua de mar profundo

Una columna de agua es una columna conceptual de agua desde la superficie hasta los sedimentos del fondo. Este concepto se utiliza principalmente para evaluar estudios ambientales de la estratificación o mezcla (p. ej. las corrientes inducidas por el viento) de las capas de estratificación térmica o química en un lago, corriente u océano. Algunos de los parámetros más comunes en el análisis de la columna de agua son: pH, nutrientes (principalmente, nitratos y fosfatos), turbidez, temperatura, salinidad, total de sólidos disueltos, varios plaguicidas, patógenos y una amplia variedad de sustancias químicas y biota.
El concepto de columna de agua es muy importante, ya que muchos fenómenos acuáticos tienen su explicación en la mezcla vertical incompleta de un parámetro químico, físico o biológico. Por ejemplo, cuando se estudia el metabolismo de los organismos bentónicos, lo que tiene importancia es la concentración específica de sustancias químicas en las capas del fondo de la columna de agua, en lugar del valor promedio de dichas sustancias químicas a lo largo de la columna de agua.
La presión hidrostática puede analizarse por la altura de la columna de agua, que efectivamente produce la presión a una profundidad dada en la columna.
El término "columna de agua" se emplea habitualmente en el buceo para describir la zona por la que los buzos ascienden y descienden.